# Audi V8
L'Audi V8 est une automobile développée par le constructeur allemand Audi, proposée de 1988 à 1994 (les derniers modèles sortiront d'usine en 11/1993 et continueront de s'ecouler jusqu'au lancement de sa remplaçante présentée au Salon de Genève en mars 1994), prédécesseur de l'actuelle Audi A8. Construite sur la base d'une Audi 100, l'Audi V8 symbolise à la fois la montée en gamme de la marque allemande, mais également la possibilité de concurrencer les leaders du marché de l'époque que sont Mercedes-Benz et BMW. Un tout nouveau moteur V8 en aluminium et une transmission Quattro sont l'apanage de cette nouvelle Audi, présentée en 1988 au Mondial de l'automobile de Paris.
Trop chère et ne bénéficiant pas encore d’une image forte de la marque, elle est trop proche des Audi 100 et 200 pour s'imposer sur le segment des « grosses berlines » où règnent la Mercedes-Benz Classe S et la BMW Série 7. Néanmoins, l'Audi V8 est généralement considérée comme ayant été le tremplin de l’Audi A8 lancée en 1994.

## Historique du modèle

### Général

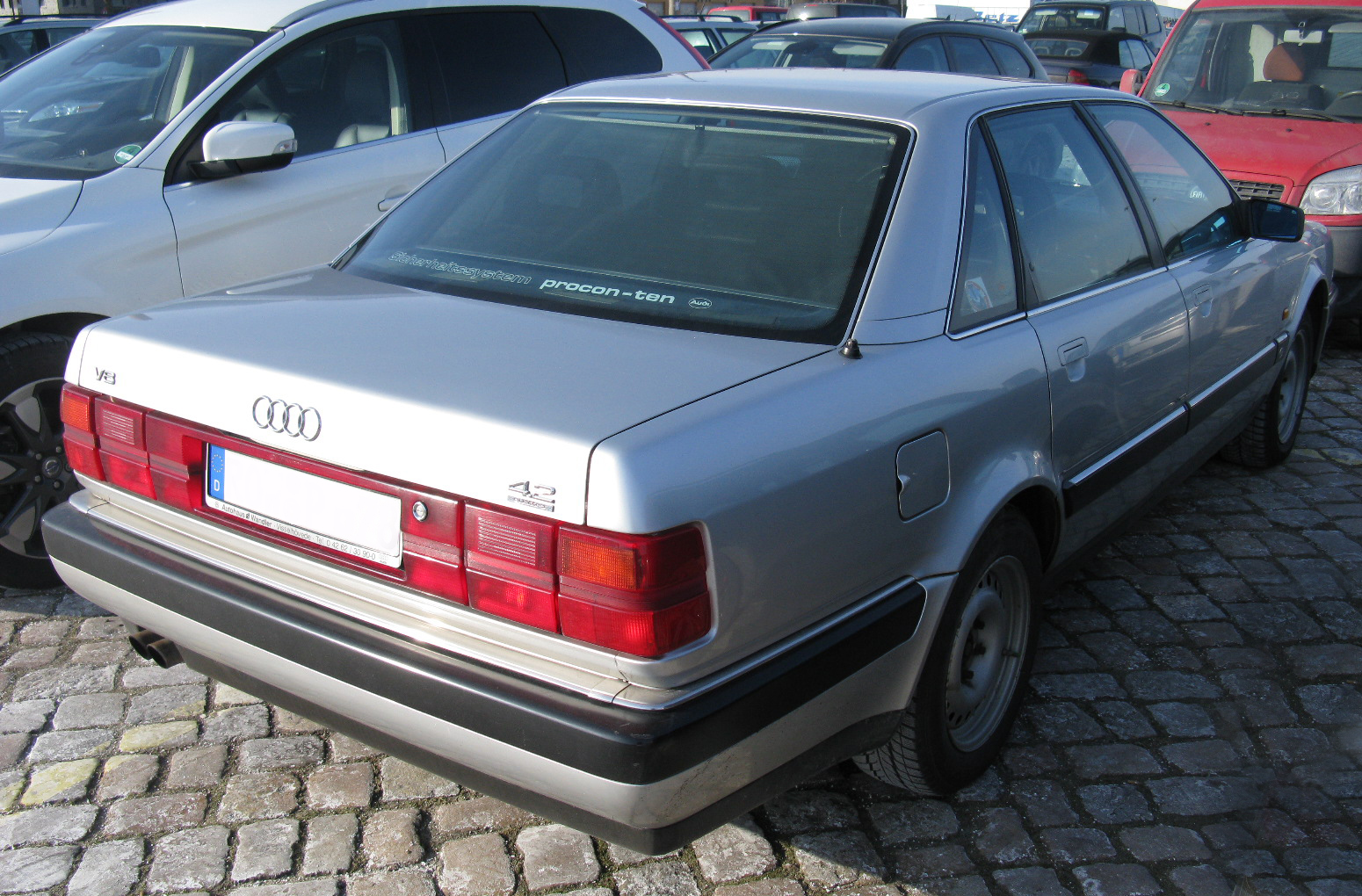
Vue arrière

Les enjeux de Ferdinand Piëch, alors responsable du développement technique chez Audi depuis 1972 et tout jeune président du directoire Audi AG à partir de 1988, sont clairement affichés. Il s'agit pour la marque de « tirer sa gamme vers le haut » en proposant un véhicule innovant, en y intégrant des technologies nouvelles telles que la transmission intégrale Quattro et de proposer un moteur puissant et efficace. Avec l'Audi V8 et sa version longue (la V8 L, fabriquée par Steyr-Daimler-Puch à Graz), Audi a tenté de s'imposer dans la catégorie luxe à partir de 1988. Tout comme Mercedes et BMW, Audi dévoile son ambition de conquérir le marché américain, marché très lucratif et rentable pour les mécaniques couteuses mais surtout « friand » de berline essence puissante. C'est d'ailleurs la raison du succès des Muscle cars, ces berlines propulsées par un moteur surdimensionné, le plus souvent un V8, dans les années 1950-1960. C'est donc tout naturellement que le nouveau modèle, contrairement au modèle haut de gamme précédent, l'Audi 200 C2, est équipé d'un moteur V8. Bien qu'elle ait failli se prénommer Audi 300, dans la continuité de la marque, le nom Audi V8 est privilégié. Cependant, l'Audi V8 n'a pas atteint les chiffres de vente prévus. Il y avait plusieurs raisons à cela : d'une part, la similitude avec les modèles "plus petits" (Audi 100/200) ne pouvait être négligée, même si techniquement, il s'agissait en grande partie d'un nouveau design. D'autre part, peu de temps après la présentation de l'Audi V8, le modèle successeur de l'Audi 100 a été présenté - l'Audi 100 C4 de 1990. En conséquence, la V8 ne semblait plus tout à fait à jour, car elle était dérivée de la plate-forme C3 de 1982 désormais remplacée.
La V8 n'était initialement proposée qu'avec des équipements de haute qualité, notamment des sièges en cuir, la climatisation automatique et une transmission automatique. Elle était donc environ 30% plus chère que les modèles de base comparables de la concurrence, comme la Classe S de Mercedes-Benz ou la Série 7 de BMW.
Le prestige encore faible de la marque Audi, en particulier dans la catégorie de luxe, a certainement également joué un rôle majeur dans les débuts difficiles d'Audi dans le segment de luxe. En conséquence, peu d'acheteurs du groupe cible visé étaient prêts à dépenser beaucoup plus d'argent pour une voiture avec moins de valeur d'image. Un certain avantage de départ, cependant, était que la V8 était le seul véhicule de l'époque dans la catégorie de luxe à avoir une transmission intégrale. Ce n'est qu'avec la génération suivante qu'Audi a complètement rattrapé la BMW Série 7 et la Classe S.

### Carrosserie
Comme d'habitude chez Audi, la carrosserie était entièrement galvanisée. La ressemblance entre l'Audi V8 et l'Audi 200 est évidente puisqu'en effet, la seconde sert de base à la conception de la première, hormis sur la caisse, issue d'une Audi 100 mais fondamentalement modifié. Les parties avant (y compris les phares, le capot, le pare-chocs et les ailes) et arrière de la carrosserie diffèrent, avec une poupe par ailleurs légèrement plus carrée. Quant à l'avant, il intègre une large calandre rattachée au capot. En fait, malgré la ressemblance apparemment étroite avec les modèles plus petits, plus de 90 % des panneaux de carrosserie sont spécifiques à la V8. L'Audi V8 inaugure par ailleurs des jantes de 16 pouces de marque BBS.
Les ailes avant ont été évasées en raison de la voie plus large. Les portes arrière et le pare-chocs arrière ont également été adaptés et modifiés. Les optiques de feux arrière sont entièrement fumés en rouge selon un nouveau procédé, les clignotants s'allumant toujours en orange.
Audi a également proposé la V8 dans une version plus longue de 30 cm, que Steyr-Daimler-Puch a produit à Graz. La version longue a été construite dans un nombre de 271 véhicules.
Une V8 de 1989 convertie en break (Avant), un modèle unique, est restée en la possession d'Ursula Piëch, l'épouse du PDG d'Audi de l'époque, Ferdinand Piëch. La voiture est maintenant au Audi Museum mobile d'Ingolstadt.
L'habitacle, quant à lui, « traduit une atmosphère propre à la marque » avec des appuis-tête carrés évidés, une large console centrale dont la planche de bord se révèle classique dans le dessin mais massif dans la forme. Beaucoup reprochent, et c'est la principale raison du relative faible succès, son manque d'originalité à la fois à l'intérieur qu'à l'extérieur. Néanmoins, la finition de série est impressionnante pour l'époque : des boiseries en ronce de noyer, un intérieur de cuir, des sièges chauffants à réglages électriques avec mémorisation de forme, etc.

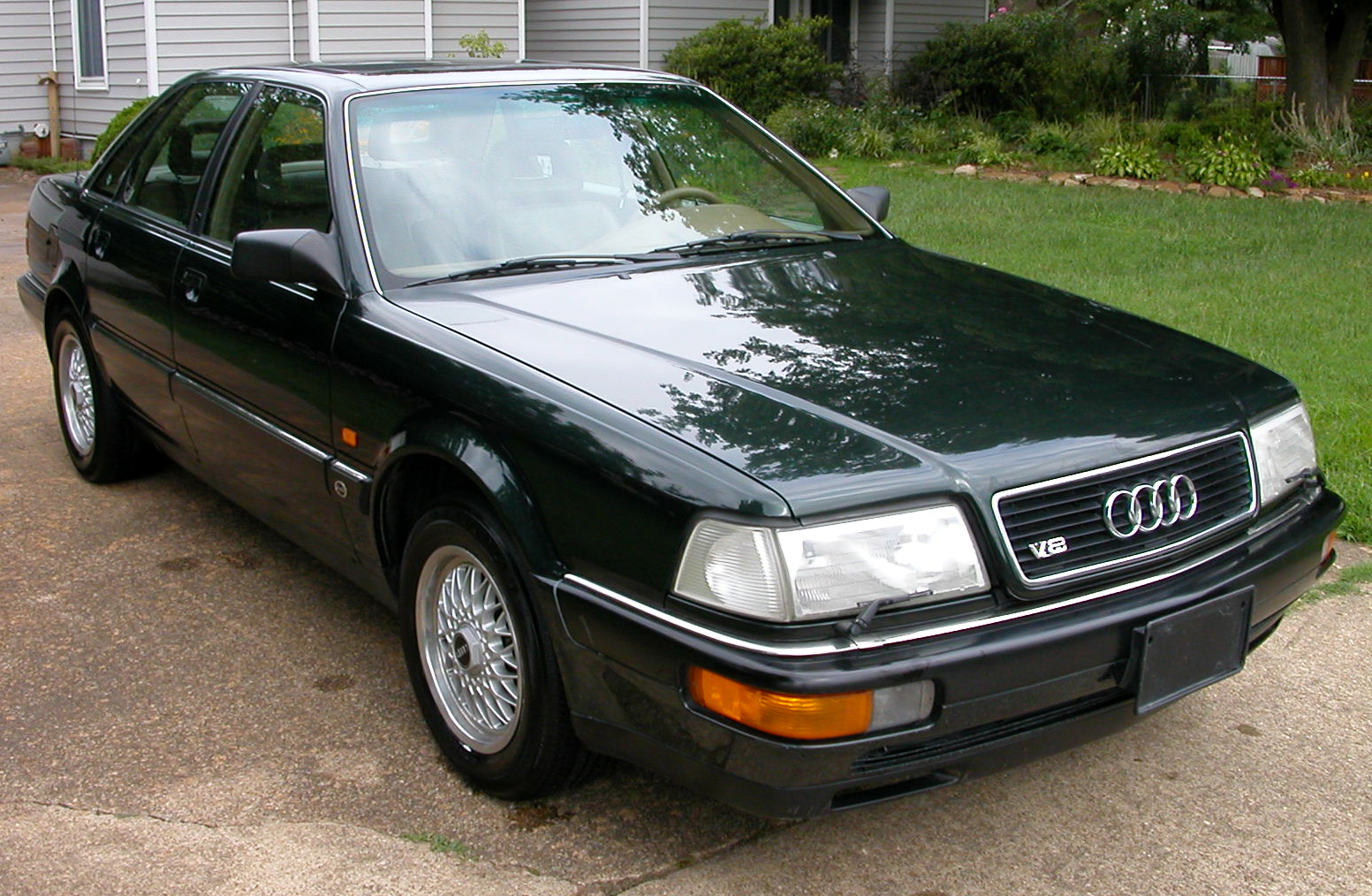
Audi V8, version américaine
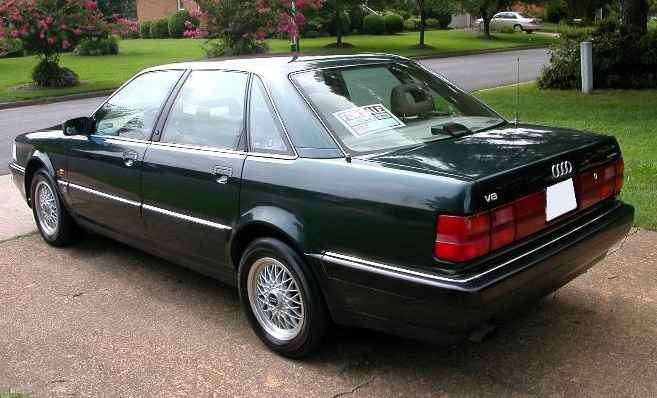
Audi V8, version américaine (vue arrière)
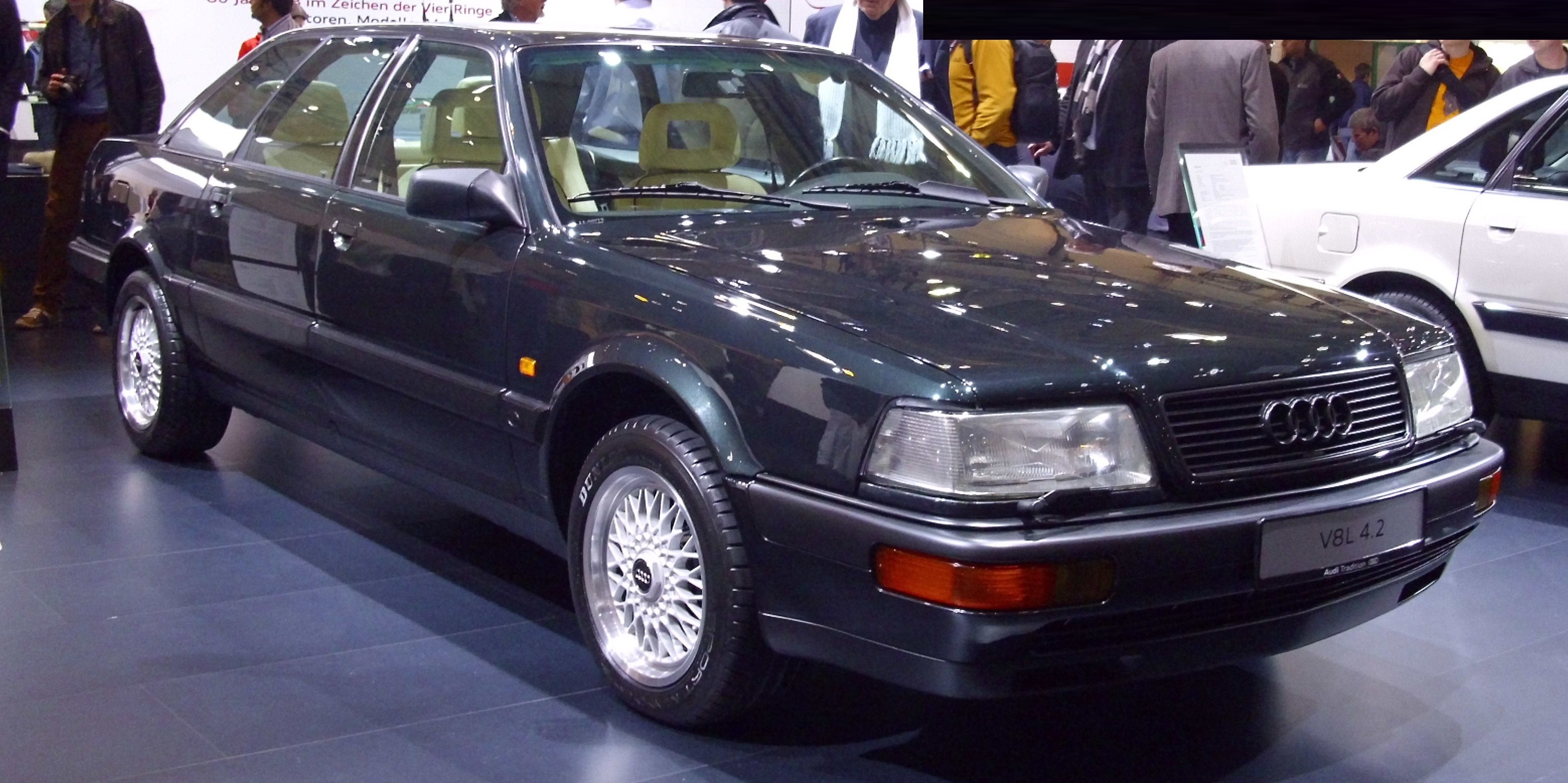
Audi V8 L (version longue)
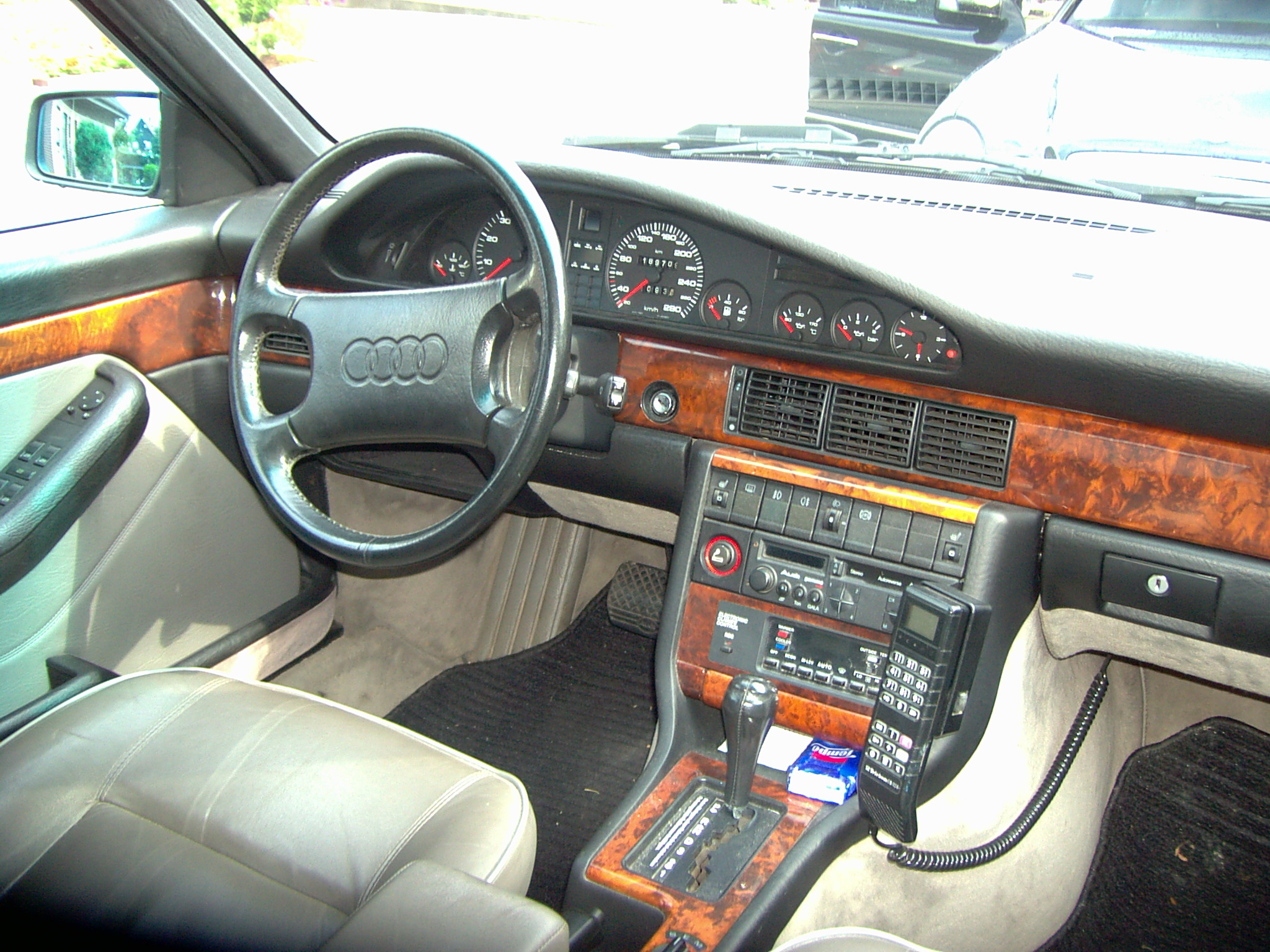
Intérieur

### Moteur
Le moteur V8, contrairement à ce que l'on peut penser, n'est pas la première solution envisagée pour propulser le nouveau « fleuron » de la marque. En raison de la structure même de l'automobile, le moteur se trouve nécessairement en porte-à-faux, nécessitant donc un bloc moteur relativement court. Bien que les 4 ou 5 cylindres soient envisageables, un V6 ou un V8 est préféré pour son prestige. Ayant eu l'occasion de tester un V8 sur une automobile concurrente, Audi décide d'opter pour la conception d'un nouveau V8.
Ce dernier, en raison de sa position, doit être le plus léger possible - d'où l'utilisation d'aluminium pour le bloc moteur et les culasses - mais néanmoins développer 250 ch (184 kW). La nécessaire compacité du moteur fut profitable à Audi étant donné que la marque déposa un brevet sur la circulation de l'huile et la forme du carter. Entièrement nouveau, le moteur possède 2 arbres à cames en tête, quatre soupapes par cylindre et une injection électronique Bosch Motronic avec capteurs de cliquetis sélectifs qui régule le point d'allumage. Du fait de ces contraintes d'encombrement, la puissance maximale est atteinte à 5 800 tr/min pour un couple de 340 N m à partir de 4 000 tr/min. Les reprises sont de fait « peu vigoureuses » et les « accélérations quelconques » en comparaison aux Mercedes 500 SE et BMW 735i de l'époque,.
L'Audi V8 est dans un premier temps exclusivement proposée avec un moteur huit cylindres de 3,6 litres (3 562 cm³) aux caractéristiques détaillées ci-dessus, avant de se voir rejoindre (et remplacé sur certains marché) en 1992 par un V8 réalésé de 4,2 litres (4 172  cm³) développant 280 ch (206 kW) à 5800 tr/min. Le couple maximal de ce moteur est de 400 N m à 4 000 tr/min. Malgré la différence de performances relativement faible, le moteur de 4,2 litres offre des performances de conduite nettement meilleures. Ses inconvénients sont surtout une consommation de carburant plus élevée par rapport au moteur de 3,6 litres et un fonctionnement un peu moins doux.

### Transmission et conduite
L'Audi V8 a été la première voiture de luxe allemande à être proposée avec une transmission intégrale permanente et une transmission automatique à quatre vitesses. La transmission automatique et le système de transmission intégrale quattro fonctionnent de manière entièrement automatique.
La puissance du moteur est automatiquement et proportionnellement distribuée aux essieux en fonction de leur adhérence sans que le conducteur n'ait à intervenir, pareil pour l'activation des blocages de différentiel. Ceci est assuré par un embrayage multidisque à commande électronique, qui peut bloquer le différentiel central, et un différentiel à blocage Torsen sur l'essieu arrière.
En fonctionnement normal, la puissance du moteur est transmise aux essieux avant et arrière dans un rapport 50/50. Dans des conditions difficiles, la commande électronique active le blocage interponts, qui permet jusqu'à 100% du couple de circuler sur un essieu.
En raison des demandes des clients, une transmission manuelle à cinq vitesses a également été proposée début 1990, qui a été remplacée par une transmission à six vitesses pour l'année modèle 1992 avec l'introduction du moteur de 4,2 litres. Cependant, la majorité des clients ont continué à commander la transmission automatique, c'est pourquoi les véhicules à transmission manuelle sont extrêmement rares aujourd'hui. Contrairement aux véhicules à transmission automatique, les véhicules à transmission manuelle ont un différentiel central Torsen. Un différentiel Torsen est également installé sur l'essieu arrière.

### Châssis
Les roues avant sont suspendues sur des jambes de force MacPherson et des triangles, et un essieu à double triangulation est installé à l'arrière. La V8 utilisait une conception de frein unique sur l'essieu avant, avec des disques de frein fermés, uniquement utilisée sur ce véhicule, sur l'Audi 200 avec le moteur turbocompressé à 20 soupapes, ainsi que sur la première génération de l'Audi 100 S4. Ils sont appelés "freins UFO" dans le vocabulaire automobile en raison de son apparence. L'étrier de frein saisit le disque de frein de l'intérieur; la connexion entre le disque de frein et le moyeu de la roue consiste en une construction en forme de bol en acier qui ressemble à un OVNI en apparence. Audi a appelé le design "HP", qui signifie "High Performance". Cette construction se traduit par une plus grande surface de friction, que celle possible avec les freins à disque conventionnels, du disque de frein par rapport au diamètre de la jante. Cependant, les réparations et l'entretien de cette construction sont très complexes et donc coûteux. Une conversion vers le système de freinage conventionnel de l'Audi 200 turbo ou vers le design du successeur, le "HP-2", est possible et a également été réalisée sur de nombreuses V8.

### Prix de vente

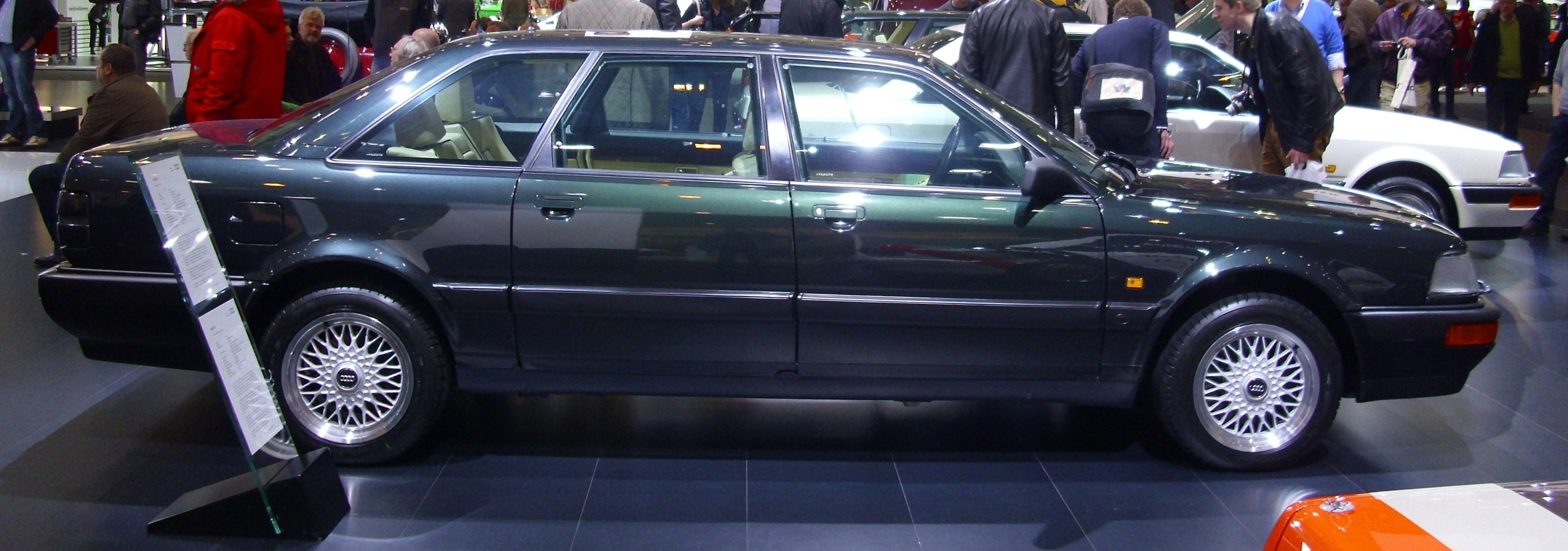
Audi V8 version longue

Lors de son lancement, l'Audi V8 3.6 coûtait 98 700 Deutsche Mark et la version longue 155 000 Deutsche Mark. Peu de temps après, une version avec un équipement moins standard a été présentée, le modèle de base original a reçu la désignation supplémentaire "Exclusiv". En janvier 1990, les modèles suivants étaient disponibles :
- Modèle de base : 84 950 Deutsche Mark - 88 250 Deutsche Mark
- Exclusiv : 102 000 Deutsche Mark
- V8L (version longue) : 155 000 Deutsche Mark

## Sports mécaniques

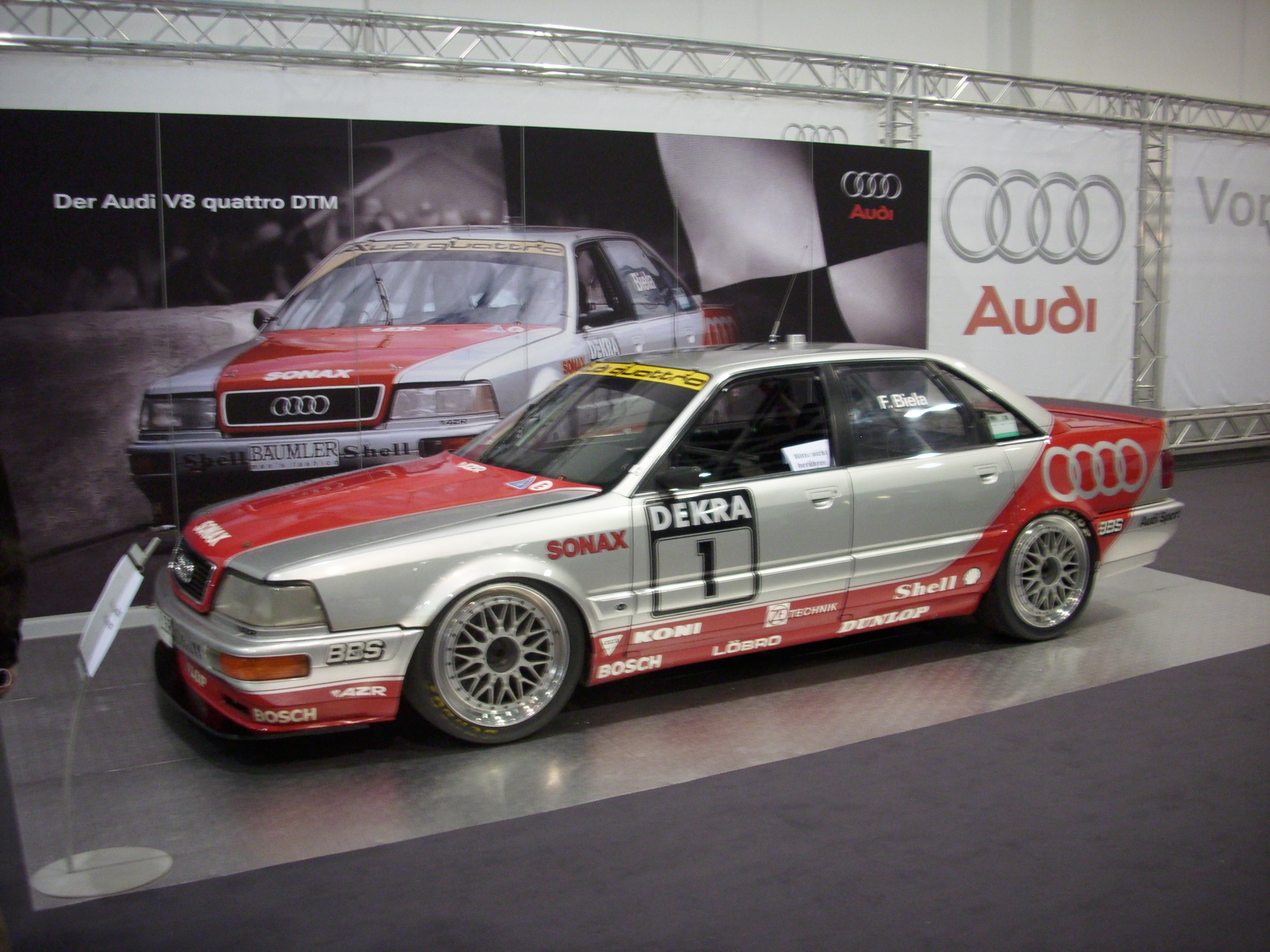
Audi V8 quattro DTM de la saison 1992 pilotée par Frank Biela

Une Audi V8 est également développée pour concourir en DTM dans le Groupe A et entre en compétition en 1990 avec Hans-Joachim Stuck, Walter Röhrl et Frank Jelinski comme pilotes. Stuck remporte le titre, étant donné que les autres automobiles sont souvent mues par un 4 cylindres et sont dépourvus de transmission intégrale, si bien qu'Audi engage une seconde équipé en 1991 et Frank Biela a remporté le titre. À partir de 1992, les organisateurs du DTM considèrent que les V8 ne sont plus admis si bien qu'Audi se retire de la compétition.
Depuis 2003, Derichs Rennwagen e.V. utilise une V8 de 1992 modifiée pour le sport automobile lors de la course des 24 heures du Nürburgring. Le véhicule est équipé du moteur V8 de 4,2 litres, de la transmission automatique à 4 vitesses et de la transmission intégrale et il a une puissance d'environ 300 ch.
Une Audi V8 de série a été engagée aux 24 Heures du Nüburgring 2009.

## Lieux et chiffres de production
Dans sa stratégie de montée en gamme, Audi décide de lancer le segment de voitures de luxe à la fin des années 1980 : la V8.
- 1988 à 1994 : lancement de la version V8 3,6 berline

. 1992 à 1994 : lancement de la version V8 4,2
- 1990 à 1994 : lancement de la limousine, la V8 Lang

### Lieux de production
- Audi V8 berline : Allemagne, Neckarsulm
- Audi V8 Lang : Autriche, Graz chez Puch

### Chiffres de production

#### Chiffres de production de l'Audi V8
| Version | Période         | Nombre d’exemplaires | (Boite mécanique) |
| V8 3,6  | 09/1988-11/1993 | 16 648               | 1 119             |
| V8 4,2  | 09/1991-11/1993 | 4 645                | 475               |
| TOTAL   | 09/1988-08/1994 | 21 293               | 1 594             |

#### Chiffres de production de l'Audi V8 Lang
L'Audi V8 Lang rejoint le marché de l'automobile en 1990. La voiture a été vendue à moins de 300 exemplaires au cours des quatre années de sa commercialisation.
| Version | Période         | Nombre d’exemplaires |
| V8 3,6  | 06/1990-12/1991 | 111                  |
| V8 4,2  | 12/1991-04/1994 | 161                  |
| TOTAL   | 06/1990-04/1994 | 272                  |

## Autres
Malgré de nombreuses innovations mécaniques et électroniques, l'Audi V8 est toujours considérée comme assez fiable. Dans les rapports d'essais à long terme sur 100 000 km de divers magazines automobiles, le véhicule s'est comporté bien au-dessus de la moyenne de l'époque, la plupart avec des défauts mineurs et aucune panne.
Cependant, il faut tenir compte du fait que les réparations peuvent entraîner des coûts énormes en raison du petit nombre d'unités construites. Le nombre actuel de ce véhicule en Allemagne est d'environ 2000 unités. De ce fait, les pièces détachées sont rares et chères sur le marché de l'occasion, mais les pièces neuves deviennent également de plus en plus difficiles à obtenir, à condition qu'il ne s'agisse pas uniquement de pièces d'usure, puisque ces dernières années, la politique de pièces détachées d'Audi a éliminé de plus en plus de pièces de rechange neuve pour les anciennes gammes. Les prix des pièces de rechange neuves, mais aussi d'occasion, restantes sont parfois bien supérieurs au niveau habituel de la catégorie haut de gamme.
Peu de temps après la présentation de l'Audi V8, de nombreuses revues spécialisées ont critiqué les prix élevés des pièces détachées. Au début des années 1990, un nouveau moteur coûtait 20 000 Deutsche Mark (le prix d'une Volkswagen Golf neuve), une transmission automatique 13 000 Deutsche Mark et un jeu de disques de frein avant, y compris les plaquettes de frein, coûtait 1 500 Deutsche Mark, ce qui est dû à la construction très inhabituelle et complexe des disques de frein.
C'est probablement pour cette raison que la plupart des modèles V8 restants sont entre les mains de passionnés ou de collectionneurs.